# Конституционный референдум в Кыргызстане (2010)
Конституционный референдум в Кыргызстане прошёл 27 июня 2010 года с целью ограничения полномочий президента и укрепления демократии в республике после свержения бывшего президента Курманбека Бакиева. Также на референдуме Роза Отунбаева была наделена полномочиями президента Кыргызстана.

## Предыстория
После отстранения Курманбека Бакиева, временная администрация Розы Отунбаевой предложила провести референдум, чтобы уменьшить полномочия президента. По итогам референдума Кыргызстан стал первой парламентской республикой в Средней Азии.
За несколько недель до выборов начались этнические беспорядки на юге Кыргызстана, в городах Ош и Джалал-Абад между узбеками и кыргызами в результате чего в Бишкеке был введен комендантский час. Комендантский час был отменен только после референдума.
Голосование состоялось на фоне опасений мирового сообщества по поводу стабильности в стране.

## Конституционные изменения
Новая Конституция предусматривала создание парламентской республики, при которой президент может накладывать вето на законопроекты, но не сможет роспускать парламент. Роза Отунбаева должна будет занимать пост президента до конца 2011 года.
Жогорку Кенеш должен был стать однопалатным парламентом и состоять из 120 депутатов, и ни одна партия не может занимать более, чем 78 мест, политические партии на основе религии или этнической принадлежности будут запрещен, русский язык, а не узбекский останется вторым языком в стране. Для изменения Конституции потребуется не менее двух третей голосов депутатов. Жогорку Кенеш будет также выбрать премьер-министра и играть ключевую роль в формировании нового правительства.

## Результаты
| Выбор                              | Голосов   | %     |
| ---------------------------------- | --------- | ----- |
| За                                 | 1,777,339 | 91.81 |
| Против                             | 158,373   | 8.19  |
| Недействительные голоса            | 27,092    |       |
| Всего                              | 1,962,804 | 100   |
| Зарегистрированные избиратели/явка | 2,716,687 | 72.25 |
| Источник: Прямая Демократия        |           |       |

### Реакции
Государственный департамент США оценил референдум положительно и призвал Временное правительство и народ Кыргызстана «способствовать процессу примирения и подотёетности для обеспечения будущего межнационального согласия и двигаться вперёд на пути к стабильности, безопасности, демократии и процветания для всех граждан республики»".